# Veajetjohka
Veajetjohka is een beek in Noord Finland, gemeente Enontekiö, Lapland. Het is de eerste noemenswaardige beek, die haar water afdraagt aan de Valtijoki, voordat deze in het Porojärvi stroomt. De Veajetjohka ontvangt haar water uit het bergmeer Veajetjävrrit, dat op ongeveer 800 meter hoogte ligt. Het riviertje stroomt na circa 5 km vanuit het westen de Valtijoki in.
De rivier behoort tot het stroomgebied van de Torne.
Afwatering: Veajetjohka → Valtijoki → Poroeno → Lätäseno → Könkämärivier → Muonio → Torne → Botnische Golf